# Dylan Strome
Dylan William Strome (* 7. března 1997 Mississauga) je profesionální kanadský hokejový centr momentálně hrající v týmu Washington Capitals v severoamerické lize NHL. V červenci 2022 podepsal s Washingtonem roční smlouvu, díky které si přijde na 3.5 milionu dolarů. Strome byl draftován roku 2015 již v 1. kole jako 3. celkově klubem Arizona Coyotes. Oba jeho bratři Matthew i Ryan jsou rovněž hokejisté.

## Osobní život
V létě 2022 se oženil s dlouholetou přítelkyní Tayler McMahon, která mu v březnu 2021 porodila dcerku, která dostala jméno Weslie Margaret Strome.

## Ocenění a úspěchy
- 2013 GTHL – Hráč roku
- 2013 GTHL – All-Star Game
- 2014 WHC-17 – All-Star Tým
- 2015 CHL – Top Prospects Game
- 2015 CHL – Nejproduktivnější hráč
- 2015 OHL – Nejlepší nahrávač
- 2015 OHL – Eddie Powers Memorial Trophy
- 2015 OHL – William Hanley Trophy
- 2015 OHL – Druhý All-Star Tým
- 2016 OHL – Třetí All-Star Tým
- 2015 MSJ – Top tří nejlepších hráčů v týmu
- 2017 CHL – Ed Chynoweth Trophy
- 2017 CHL – Stafford Smythe Memorial Trophy
- 2017 OHL – První All-Star Tým
- 2018 AHL – All-Rookie Tým
- 2018 AHL – All-Star Game
- 2018 AHL – Nováček měsíce listopadu 2017

## Prvenství
- Debut v NHL – 18. října 2016 (Ottawa Senators proti Arizona Coyotes)
- První asistence v NHL – 18. října 2016 (Ottawa Senators proti Arizona Coyotes)
- První gól v NHL – 2. prosince 2017 (Arizona Coyotes proti New Jersey Devils, americkému brankáři Keith Kinkaid)
- První hattrick v NHL – 26. ledna 2022 (Detroit Red Wings proti Chicago Blackhawks)

## Klubové statistiky
| Sezóna      | Klub                | Soutěž      |     | Základní část | Základní část | Základní část | Základní část | Základní část |    | Play off | Play off | Play off | Play off | Play off |
| Sezóna      | Klub                | Soutěž      | Z   | G             | A             | B             | TM            | Z             | G  | A        | B        | TM       |          |          |
| 2013–14     | Erie Otters         | OHL         | 60  | 10            | 29            | 39            | 11            | 14            | 3  | 6        | 9        | 0        |          |          |
| 2014–15     | Erie Otters         | OHL         | 68  | 45            | 84            | 129           | 32            | 20            | 10 | 12       | 22       | 12       |          |          |
| 2015–16     | Erie Otters         | OHL         | 56  | 37            | 74            | 111           | 44            | 13            | 10 | 11       | 21       | 12       |          |          |
| 2016–17     | Arizona Coyotes     | NHL         | 7   | 0             | 1             | 1             | 0             | —             | —  | —        | —        | —        |          |          |
| 2016–17     | Erie Otters         | OHL         | 35  | 22            | 53            | 75            | 18            | 22            | 14 | 20       | 34       | 14       |          |          |
| 2017–18     | Arizona Coyotes     | NHL         | 21  | 4             | 5             | 9             | 8             | —             | —  | —        | —        | —        |          |          |
| 2017–18     | Tucson Roadrunners  | AHL         | 50  | 22            | 31            | 53            | 28            | 9             | 3  | 5        | 8        | 2        |          |          |
| 2018–19     | Arizona Coyotes     | NHL         | 20  | 3             | 3             | 6             | 6             | —             | —  | —        | —        | —        |          |          |
| 2018–19     | Chicago Blackhawks  | NHL         | 58  | 17            | 34            | 51            | 14            | —             | —  | —        | —        | —        |          |          |
| 2019–20     | Chicago Blackhawks  | NHL         | 58  | 12            | 26            | 38            | 16            | 9             | 2  | 1        | 3        | 2        |          |          |
| 2020–21     | Chicago Blackhawks  | NHL         | 40  | 9             | 8             | 17            | 14            | —             | —  | —        | —        | —        |          |          |
| 2021–22     | Chicago Blackhawks  | NHL         | 69  | 22            | 26            | 48            | 28            | —             | —  | —        | —        | —        |          |          |
| 2022–23     | Washington Capitals | NHL         | 81  | 23            | 42            | 65            | 24            | —             | —  | —        | —        | —        |          |          |
| 2023–24     | Washington Capitals | NHL         | 82  | 27            | 40            | 67            | 22            | 4             | 1  | 1        | 2        | 0        |          |          |
| NHL celkově | NHL celkově         | NHL celkově | 436 | 117           | 185           | 302           | 132           | 13            | 3  | 2        | 5        | 2        |          |          |

## Reprezentace
| Rok             | Tým             | Soutěž          | Z  | G  | A  | B  | TM |
| --------------- | --------------- | --------------- | -- | -- | -- | -- | -- |
| 2014            | Kanada 18       | MIH-18          | 5  | 5  | 1  | 6  | 0  |
| 2016            | Kanada 20       | MSJ             | 5  | 4  | 2  | 6  | 4  |
| 2017            | Kanada 20       | MSJ             | 7  | 3  | 7  | 10 | 0  |
| 2019            | Kanada          | MS              | 10 | 1  | 4  | 5  | 2  |
| Junioři celkově | Junioři celkově | Junioři celkově | 17 | 12 | 10 | 22 | 4  |
| Senioři celkově | Senioři celkově | Senioři celkově | 10 | 1  | 4  | 5  | 2  |